# Szokolya
Szokolya é um município da Hungria, situado no condado de Peste. Tem 59,05 km² de área e sua população em 2015 foi estimada em 1.889 habitantes.